# Achrioptera fallax
 (décembre 2020).
Si vous disposez d'ouvrages ou d'articles de référence ou si vous connaissez des sites web de qualité traitant du thème abordé ici, merci de compléter l'article en donnant les références utiles à sa vérifiabilité et en les liant à la section « Notes et références ».
Espèce

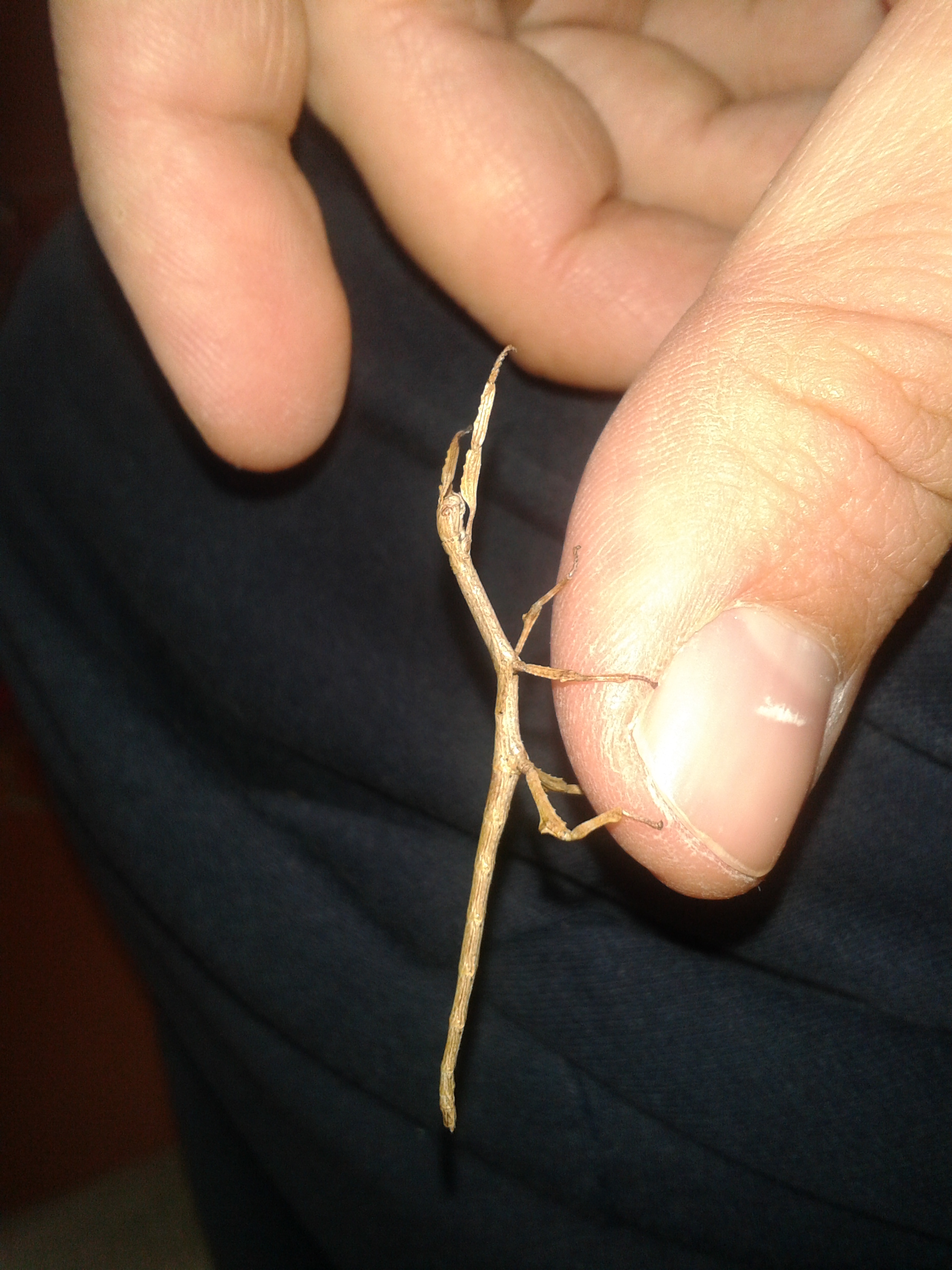
Achrioptera fallax.

Achrioptera fallax est une espèce de phasme endémique de Madagascar.

## Description
Le mâle est bleu électrique, tirant vers le vert, avec des rangées d'épines rougeâtres le long du premier segment de ses pattes. Ses ailes sont réduites. La paire supérieur est jaunâtre, la paire inférieure rouge vif.

## Reproduction

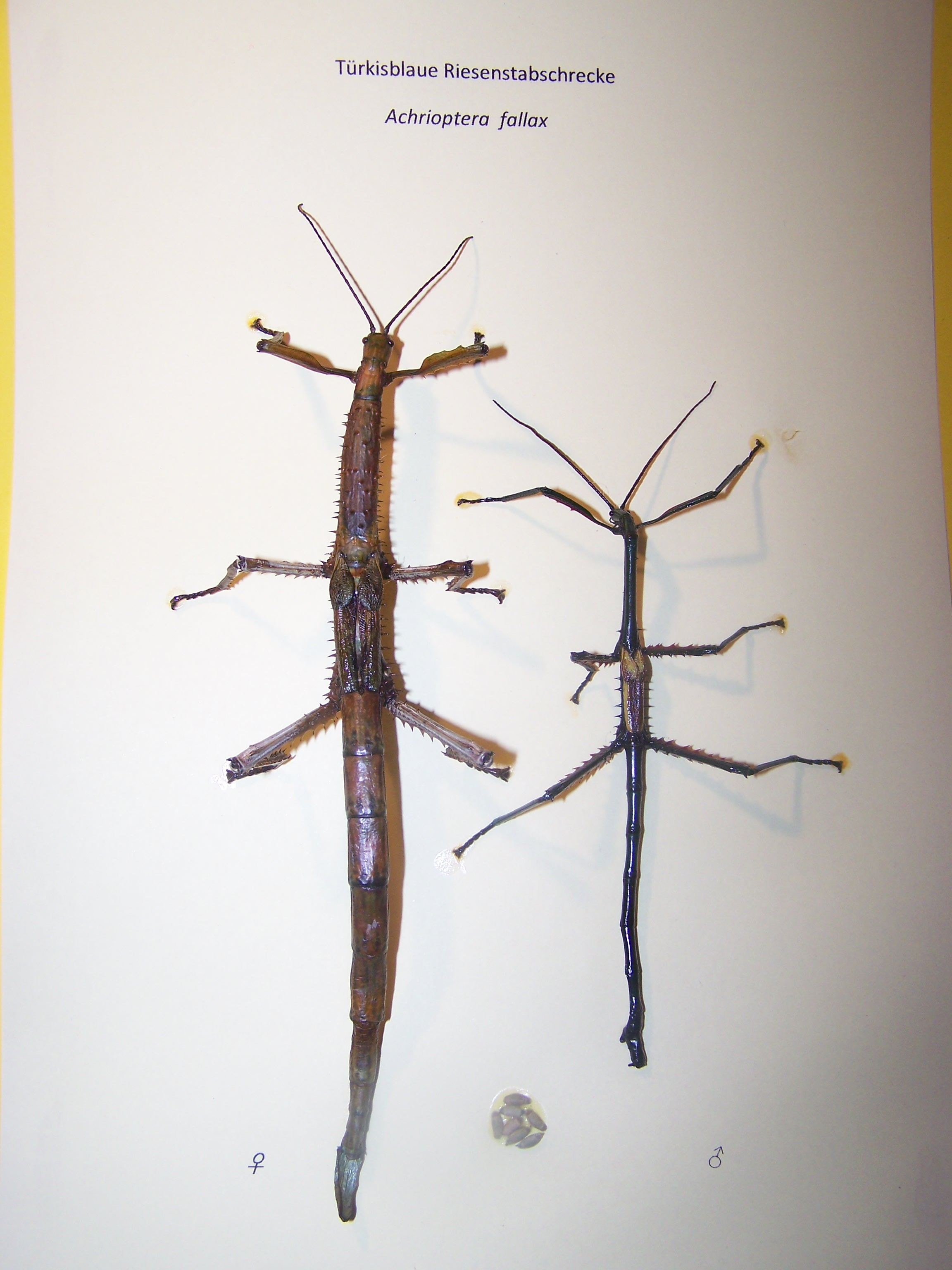
Femelle et mâle (exemplaires naturalisés).